# Comerțul cu droguri

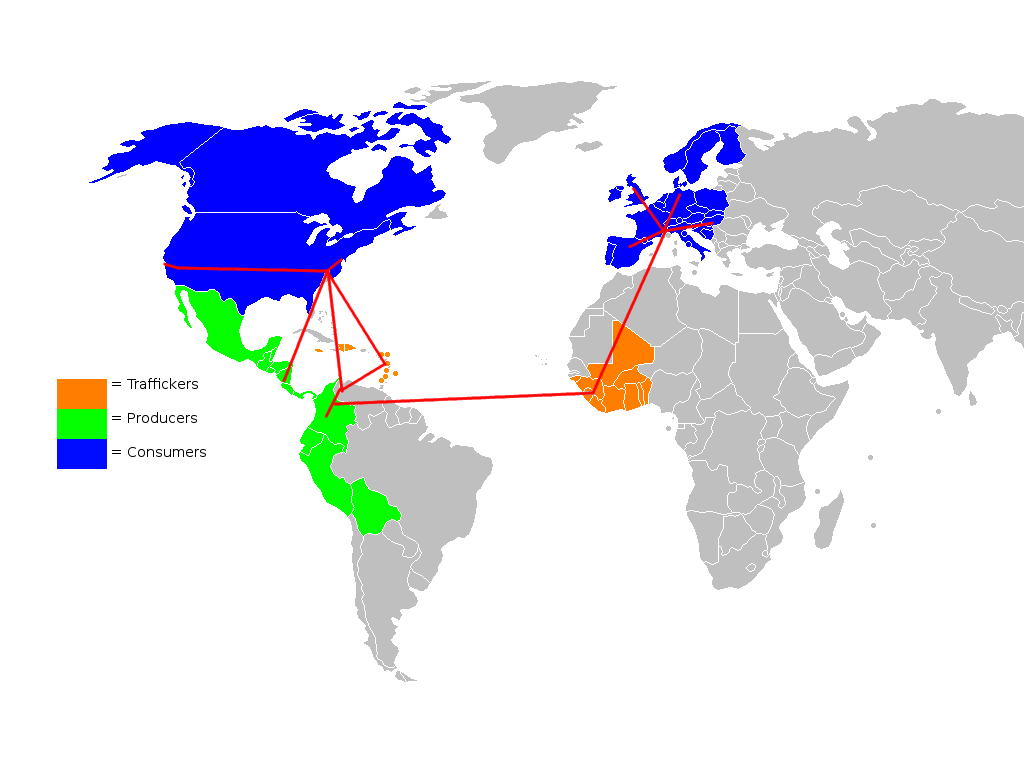

Comerțul cu droguri este o formă a criminalității organizate, frecvent fiind implicată Mafia, care se ocupă cu vânzarea de droguri ca heroină, metamfetamină, marijuana și cocaină. De cele mai multe ori fiind un comerț ilegal, neadmis de autorități. Acest comerț este ratificat în măsurile ONU de combatere a criminalității. Printre măsurile de combatere folosindu-se în cazuri extreme măsuri de represalii militare. Cu toate acestea în prezent comerțul cu droguri înflorește, întinzându-se în rândul tineretului. Veniturile realizate se cifrează la ca. 500 de miliarde de dolari pe an. În Germania această activitate este considerată ilegală, și se pedepsește cu până la cinci ani de închisoare, conform articolului 29 din codul penal (BMG), în cazuri speciale de vânzare de droguri la minori pedeapsa poate fi mărită la 15 ani privare de libertate.

## Legături externe
- Legea nr. 143/2000 privind prevenirea și combaterea traficului și consumului ilicit de droguri + completări (Legea nr. 42/2018), 24 ianuarie 2018, universuljuridic.ro
- Consumatorii de etnobotanice care își procură drogurile pentru uz propriu nu vor mai putea fi încadrați de procurori ca traficanți, după ce Instanța supremă a pronunțat o decizie prin care definește mai precis termenii din legea etnobotanicelor, 18 septembrie 2018, evz.ro